# Charles W. Tobey
Charles William Tobey, född 22 juli 1880 i Boston, Massachusetts, död 24 juli 1953 i Bethesda, Maryland, var en amerikansk politiker. Han var guvernör i delstaten New Hampshire 1929–1931. Han representerade New Hampshire i båda kamrarna av USA:s kongress, först i representanthuset 1933–1939 och sedan i senaten från 1939 fram till sin död.
Tobey föddes i stadsdelen Roxbury i Boston. Han gick i skola i Roxbury Latin School men var tvungen att hoppa av före dimissionen på grund av familjens ekonomiska svårigheter. Han flyttade 1903 till New Hampshire och var verksam inom industrin, bank- och försäkringsbranschen samt jordbrukssektorn. Han inledde 1914 sin karriär inom delstatspolitiken som kandidat för Progressiva partiet men bytte snart parti tillbaka till republikanerna som han hade varit medlem i men inte kandiderat för tidigare.
Tobey efterträdde 1929 Huntley Spaulding som guvernör. Han efterträddes två år senare av John Gilbert Winant. Kongressledamoten Edward Hills Wason ställde inte upp för omval i kongressvalet 1932. Tobey vann valet och efterträdde Wason i representanthuset i mars 1933. Han omvaldes 1934 och 1936.
Tobey besegrade den sittande senatorn Fred H. Brown i senatsvalet 1938. Han omvaldes 1944 och 1950. Senator Tobey avled 1953 i ämbetet och efterträddes av Robert W. Upton.